# Театр ляльок
Театр ляльок  — особливий вид театру, де задіяні ляльки.

## Зміст поняття і види театру ляльок

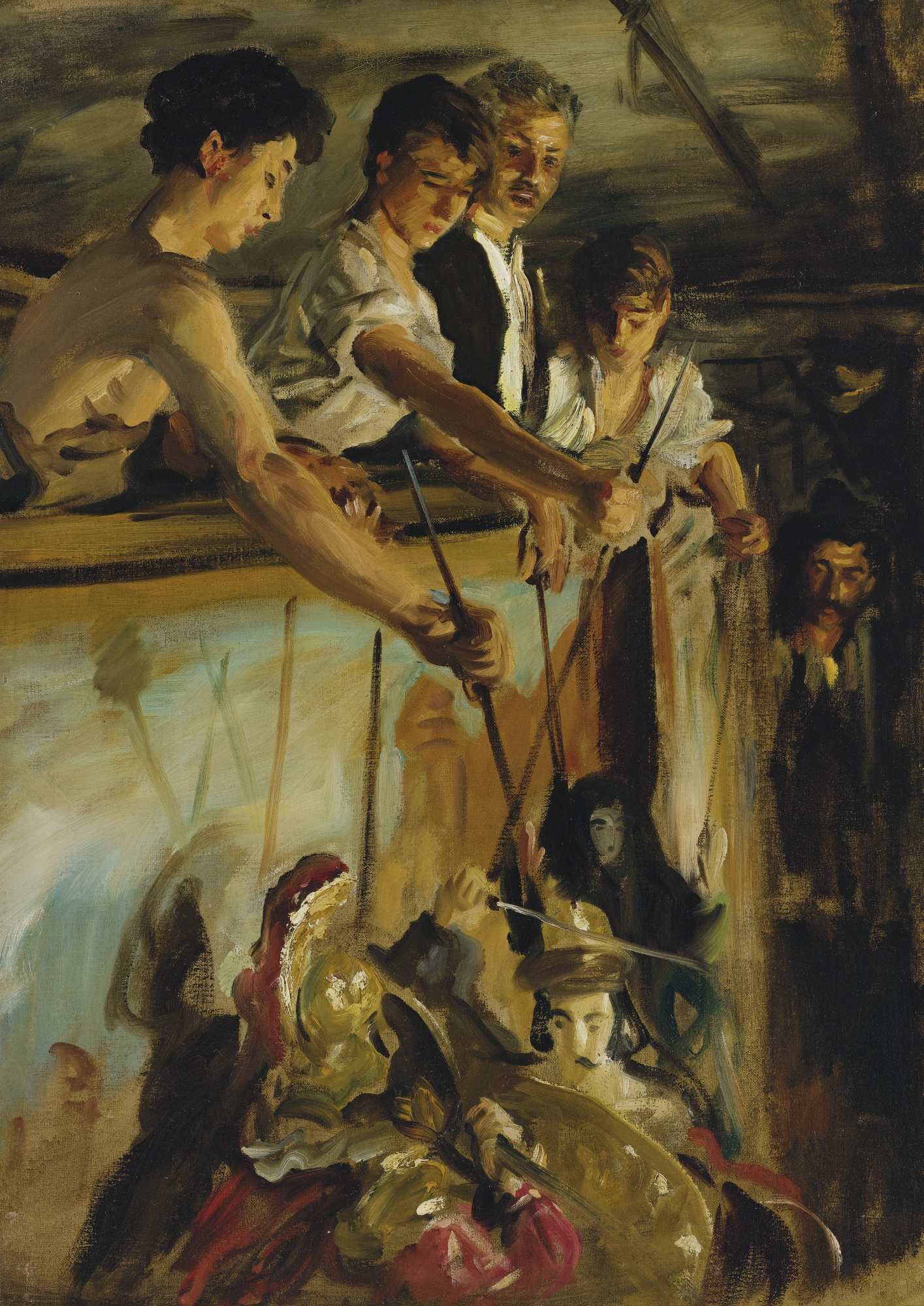
Джон С. Сарджент. «Маріонетки. Актори за ширмою». 1903 р.

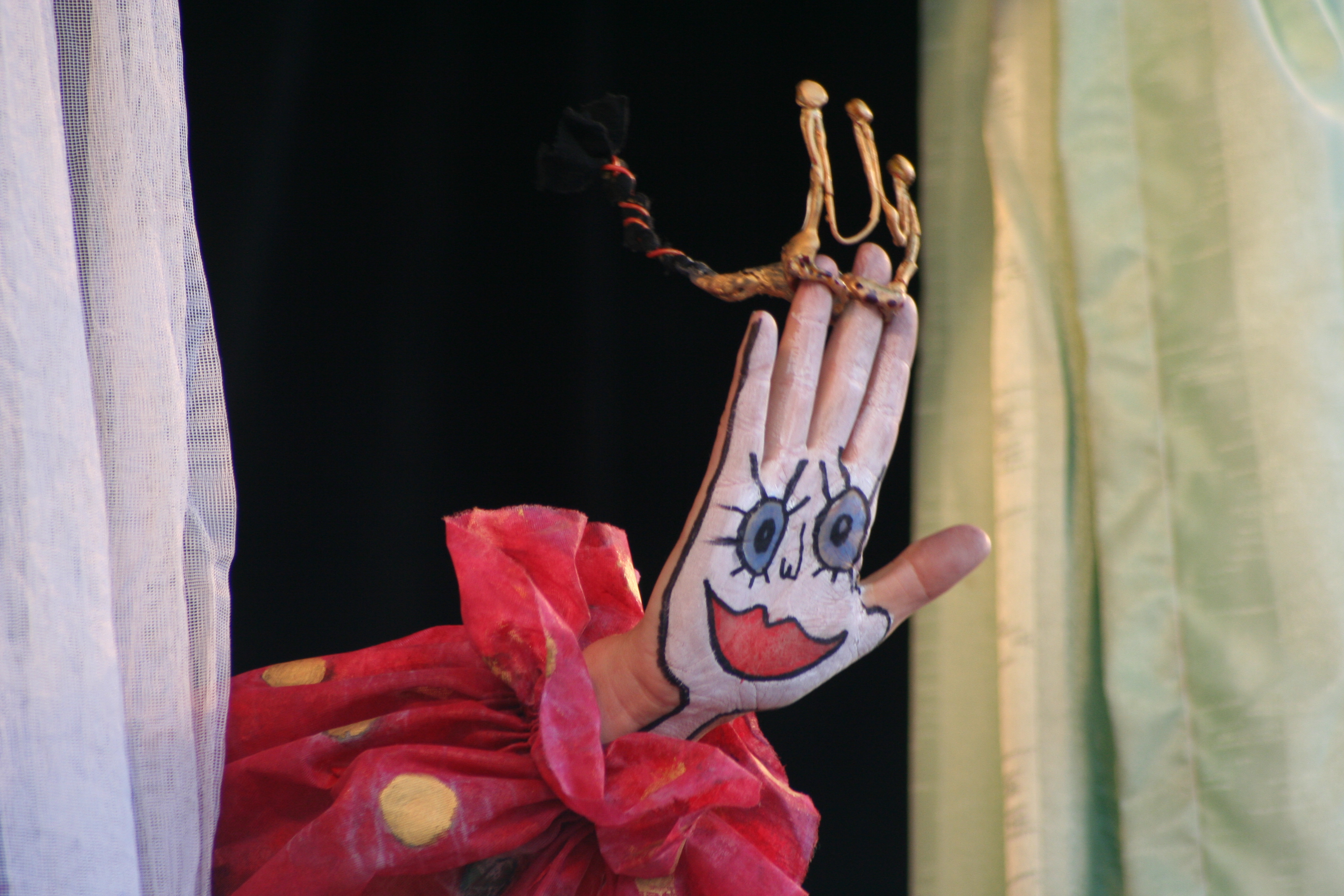
Оригінальна лялька — «пальцева»

Театр ляльок — це театральне видовище, в якому діють ляльки (можуть варіюватися за розмірами і формами, наприклад, бути об'ємними або плоскими), що рухаються за допомогою акторів. Здебільшого актори, які керують ляльками, сховані або замасковані від глядача, однак останнім часом набув поширення театр ляльок «вживу» — коли глядачі здатні побачити, як відбувається процес керування ляльками.
Основною ідеєю театру ляльок, незалежно від його виду і форми, є здатність за допомогою ляльок створити виставу, що може бути розвагою (майже завжди), культурною подією з дидактичним, інформаційним або ішим акцентом (функціональна сторона театру ляльок, театру і взагалі мистецтва). За допомогою ляльок актори театру ляльок (називаються лялькарі) здатні створити яскраві о́брази, передати характерні риси людського характеру і/або форми поведінки, актори вкладають в «уста» ляльок (а подеколи і без слів, а лише грою) повчальний зміст, важливу інформацію або навіть соціальні маніфести.
Крім гри ляльок у ляльковій виставі, зазвичай, існує голосовий супровід — це найчастіше «озвучування» ляльок (їхні ролі, які, знову ж таки, найчастіше читають лялькарі, подеколи інші особи або одна особа), також у ляльковій виставі може бути оповідання (роль оповідача), що може бути як на виду глядачів, так і поза їх очима. Дуже часто, особливо в національних театрах ляльок, вистави відбуваються під акомпанемент музичних інструментів, з використанням інших видів традиційного мистецтва тощо.
Театри ляльок розрізняють за конструкціями ляльок та засобами їхнього керування на такі види:
- театри горішніх ляльок — рукавичні, тростьові, демонстрування вистав з ляльками найчастіше відбувається над ширмою, що закриває акторів. У всіх означених випадках актор, що рухає лялькою внизу неї, а лялька — відповідно нагорі;
- театри нижніх ляльок або маріонеткові театри — використання маріонеток, тобто ляльки рухаються за допомогою ниток або дроту, а актори, що ними керують, у більшості випадків над ними;
- театри, де ляльки не вгорі, і не внизу акторів, що ними управляють — до цієї групи належать величезне число різновидів театру ляльок, зокрема, знаменитий театр тіней (з усіма його національними підвидами, як скажімо, яванський ваянг, турецький караґьоз чи його грецька адаптація карагіозіс), а також театральні видовища вертепного плану (український вертеп, білоруська батлейка тощо), а також різноманітні види синтетичного театру ляльок (можна виділити в окремий вид) — від маріонеток, що управляються не вгорі, а на рівні акторів (з національними підвидами, як японський бунраку) до перевдягнених у ляльки акторів (доволі популярний нині вид костюмованих вистав можна розглядати і як вид театру ляльок).

Різноманіття форм і характеру вистав театрів ляльок зумовлено найчастіше національними традиціями (так, у деяких країнах театр ляльок був першим і тривалий час навіть єдиним) видом театрального мистецтва), а також специфікою постановочно-драматургічних завдань, що стоять перед акторами, умовами, в яких відбуваються вистави та взаємозв'язком з іншими видами мистецтва (графіка, народна іграшка, скульптура, театр масок тощо).
Яскраво проявляються методи творення театру ляльок в залежності від його функціональності — подеколи за допомогою театру ляльок виголошувалась їдка сатира проти існуючих порядків і владоможців (повсюдно в Європі за Середньовіччя, коли лялька дозволяла собі сказати те, чого не могла виголосити людина), а у цілій низці країн Сходу завдяки виключній майстерності засобом лише традиційного театру тіней досягалась постановка масштабних героїко-епічних сказань, любовних історій зі значною кількістю акторів і подій, або реінісценцій на тему національної історії. А наприклад, український вертеп — це своєрідна різдвяна оповідь про Христа і біблійні події.
Головною ж неодмінною рисою будь-якої лялькової вистави є вміння розважити глядачів, а часом не лише спонукати посміятись, а й поміркувати.

## З історії театру ляльок

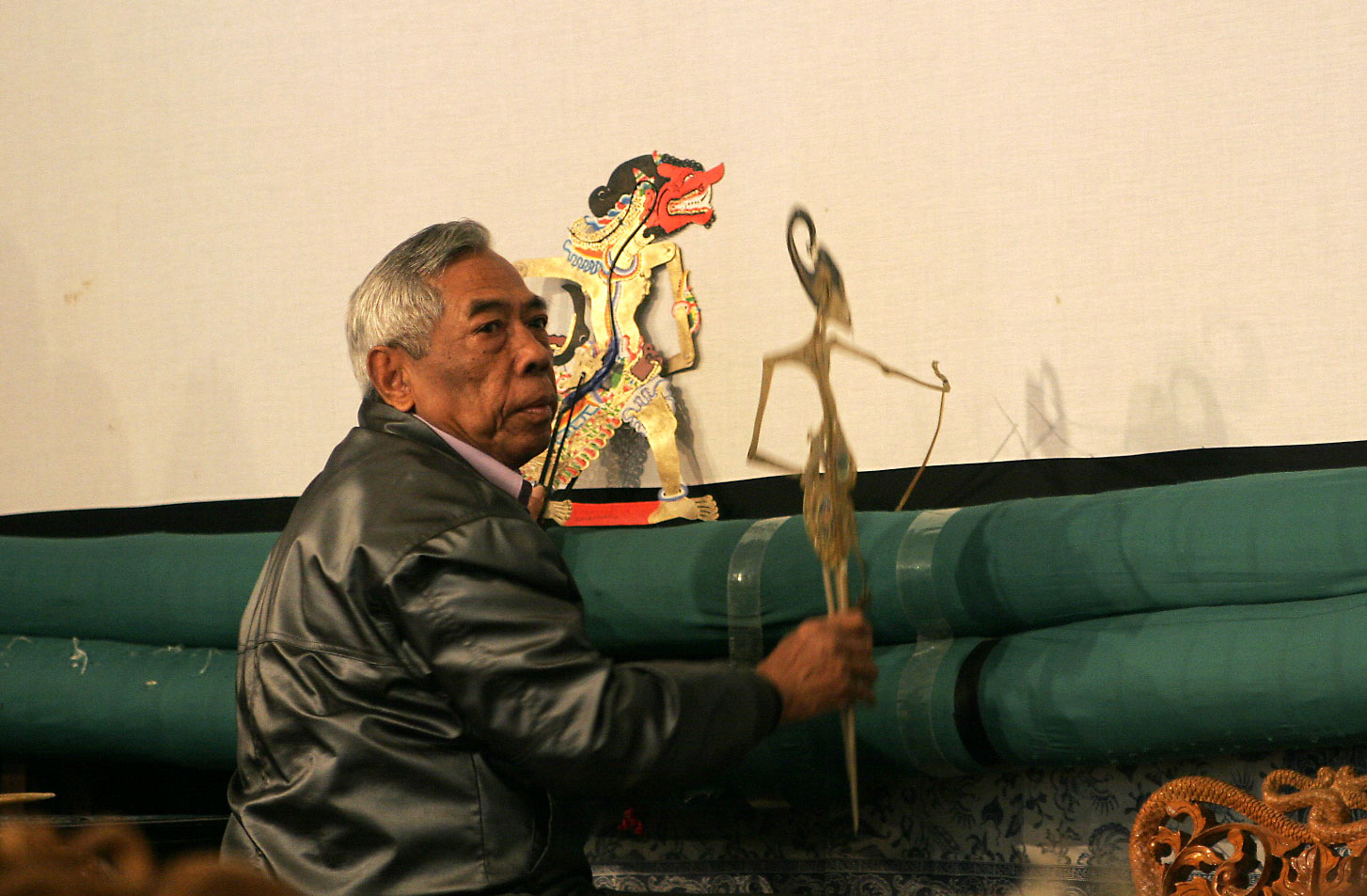
Лялькар-індонезієць

Відомості про театр ляльок зустрічаються ще в античній літературі, відомо також, що в і Давньому Єгипті були театралізовані вистави релігійного змісту з використанням ляльок богів.
З даніх давен лялькові вистави відомі також у країнах Сходу — в Китаї (куй-лей-сі), Японії, Індії, Індонезії тощо.
Улюбленим героєм театрів ляльок у Європі (від Середньовіччя) завжди був розумний, дотепний представник народу:
- Пульчінела в Італії;
- Полішинель у Франції (у Ліоні — Ґіньйоль);
- Вольтьє у Бельгії;
- Пікельґерінґ у Голландії;
- Панч у англійців;
- Кашпарек у Чехії (у Пльзені, потому в Празі — Спейбл і Гурвінек);
- Каспер та Гансвурст у німців;
- Ян Классен (Jan Klaassen[nl]) у Нідерландах;
- Копельняк у поляків;
- Пєтрушка в росіян.

Виготовлення ляльок, зокрема великого розміру, приміром з пап'є-маше, практикувалося й зустрічається в наш час для участі у святковій ході, скажімо під час карнавалів у Іспанії, Франції та Німеччині.
У Туреччині (від доби Османської імперії) та в прилеглих народів (наприклад, у вірмен) поширення набув театр тіней караґьоз.
До початку XIX століття народний театр ляльок поступився напівпрофесійному — у період розквіту романтизму місцева інтелігенція починає ладнати аматорські лялькові вистави, що часто поєднуються з вивченням і збереженням народних традицій. Дуже швидко на це приходить мода — і ось уже відвідання таких, часто ліричних або сатиричних вистав, нерідко з додаванням етнографічних чи соціальних деталей і дуже часто на невибагливий сюжет про кохання людей з різних станів суспільства, стає дуже популярним в середовищі освіченого міщанства. Відомо, що навіть класики світової літератури Жорж Санд, Анатоль Франс, Моріс Метерлінк і Бернард Шоу писали для театру ляльок.

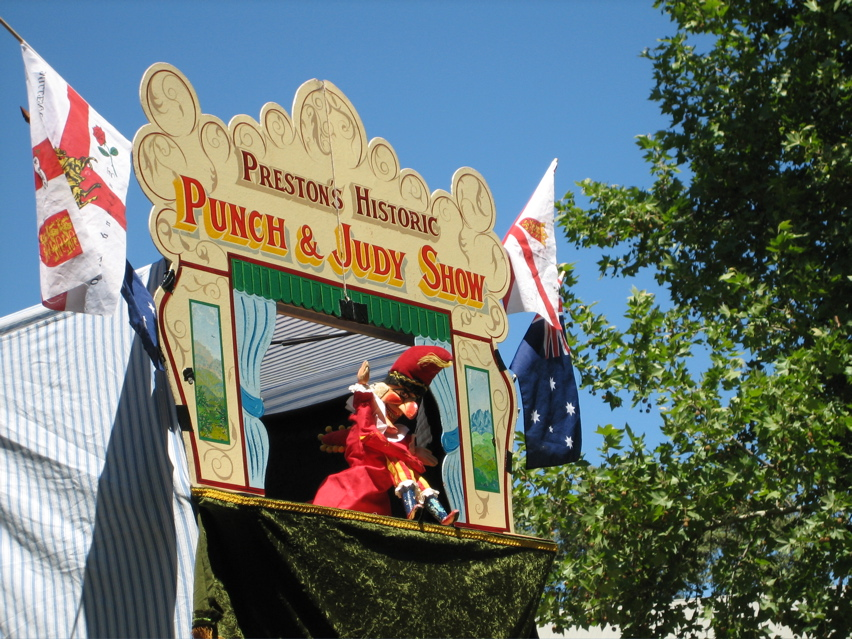
Вистава Punch & Judy Show

У ХХ столітті розвиток театру ляльок в країнах світу пішов різними шляхами — у англомовному світі (Велика Британія, США) лялькарі лишились аматорами, однак завдяки комерціалізації головного персонажа національного театру ляльок Панча, вистави Punch & Judy Show, що показуються на свята або на ярмарках користуються незмінною популярністю. Мандрівними лишаються здебільшого і трупи лялькарів у романському світі, включаючи Латинську Америку, де європейські традиції поєдналися з індіанськими та африканськими. У низці країн Європи, зокрема Франції, Німеччині, Чехії, Польщі, Україні, Росії тощо театр ляльок став одним із видів класичного театрального мистецтва, а його провідниками стали дуже часто стаціонарні заклади культури — театри ляльок.
Так, у СРСР, де мистецтво було одним із чинників державної пропаганди, наряду з мережею державних драматичних театрів по всій країні було створено мало не в кожній великій адмінодиниці дитячі, і зокрема, театри ляльок (наприклад, станом на 1970-ті в СРСР нараховувалось близько сотні театрів ляльок). Подібна ж ситуація склалась після ІІ Світової війни і в країнах Соцтабору, хоча без сталих традицій, які існували до того, театр ляльок в Україні чи Чехії ніколи б не зміг досягнути сучасного рівня професійності. Найстарішим професіональним театром ляльок у Європі та світі традиційно вважається чеський Театр Спейбла і Гурвінка, відкритий у 1930 році. Однак, заради справедливості, варто зазначити, що перші стаціонарні театри виникли у німецькомовних країнах, і зокрема першим був Мюнхенський театр маріонеток, що відчинив свої двері ще 1900 року, а задуманий як дитячий стаціонарний театр ляльок його творцем Йозефом Леонардом Шмідом (Josef Leonhard Schmid, 1822–1912) був ще в середині XIX століття.
В цілому на кінець ХХ — початок XXI ст. склалось декілька потужних шкіл лялькарів зі своїми, насамперед, типами ляльок, манерою ведення вистав тощо — пострадянська, зокрема українська та російська, центральноєвропейська, зокрема чеська і польська, західноєвропейська, зокрема, німецька і французька, а також дуже оригінальна китайська.
Всі держави Центральної Європи, де театри ляльок були державними установами (закладами культури) після економічних негараздів 1990-х не тільки зберегли, а й розвинули діяльність лялькарів. Стаціонарні театри ляльок нині з успіхом працюють в Польщі (десятки, понад 30, майже в кожному більш-менш великому місті, також і приватні від 1990-х років), Росії та Україні (в кожному обл-, республіканському або крайовому центрі, подеколи в інших великих містах), Чехії, Болгарії (бл. 10), Румунії, Білорусі (в Мінську, Гомелі, Могильові, Бересті, Гродно, Молодечно), країнах Прибалтики, Угорщині. Наприклад, у Чехії нині функціонує близько 300 аматорських колективів лялькарів та 12 стаціонарних театрів ляльок зі своїми сценами.
Розвиток театру ляльок на сучасному етапі, як і решти видів мистецтва, виявляє декілька протилежних тенденцій — з одного боку етнізація, тобто консервування, подеколи розшукування національного коріння в театрі ляльок, з іншого боку — осучаснення театру ляльок — останнє стосується як модернізації сюжетики вистав, так і активного використання під час вистав досягнень технічного прогресу, скажімо відеоряду, кінозображень, якихось спецефектів тощо. Дуже корисною формою взаємообміну досвідом і традиціями є проведення різноманітних, в тому числі вуличних, як національних, так і міжнародних фестивалів театрів ляльок.

## Український театр ляльок

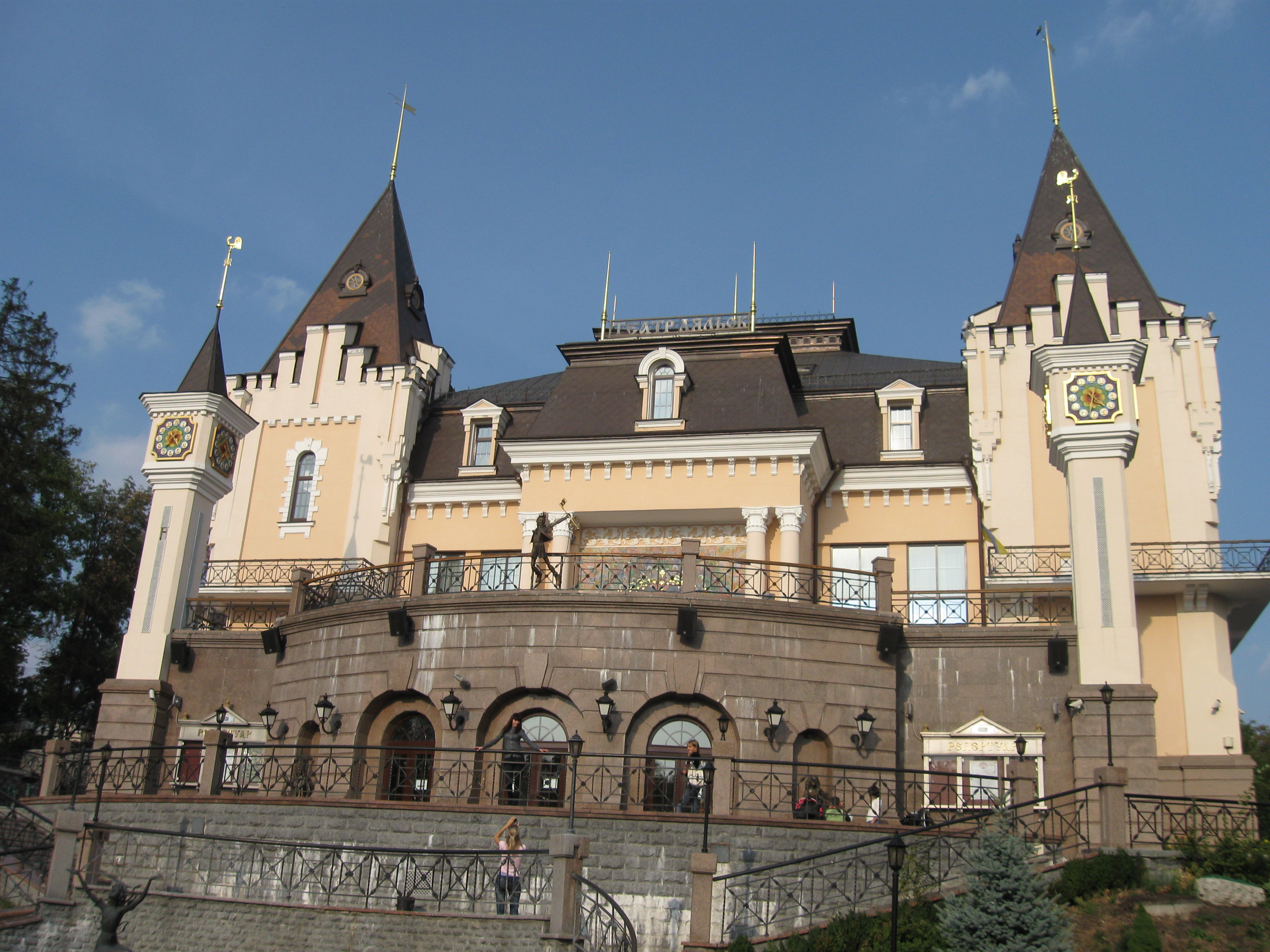
Київський державний академічний театр ляльок

Першим театром ляльок в Україні, традиції якого сягають у Пізнє Середньовіччя, можна вважати вертеп.
Дивись основну статтю: Вертеп
Героєм народного театру ляльок в Україні в пізнішу добу став Запорожець.
Перший професійний театр ляльок в Україні  — в Чернігові було засновано у 1921 році Віктором Швембергером. В Києві (тепер Київський державний академічний театр ляльок) було засновано 27 жовтня 1927 року як філію Театру юного глядача за ініціативою народних артистів України О. І. Соломарського та Дєєвої І. С.. Перший театральний сезон було відкрито 2 виставами — «Старовинний петрушка» та «Музики» за Л. Етібовим у постановці П. Щербатипського.
Дивись основну статтю: Київський державний академічний театр ляльок.
Розвиток лялькарського мистецтва в містах України набував значної динаміки з утворенням державних закладів — театрів ляльок, у 1950-ті, 1970-ті і в 1990-ті (вже за незалежної України).
Дивись також: Категорія: Театри ляльок України.
Нині в Україні функціонує близько тридцяти державних і комунальних театрів ляльок та декілька приватних, практично в кожному облцентрі та інших найбільших містах країни.
В Україні організується і проводиться низка популярних Міжнародних фестивалів лялькарів, зокрема «Інтерлялька» (м. Ужгород), «Подільська лялька» (м. Вінниця), «Золотий Телесик» (м. Львів), «Дивень» (м. Хмельницький) тощо.
Однією з тенденцій у деяких українських театрах ляльок є виготовлення ляльок за давніми українськими традиціями — їх використовують, зрозуміло, у виставах за адаптаціями українського фольклору.
Як і всюди, в Україні театри ляльок є найвідвідуванішими під Новий Рік, коли не лише демонструються різдвяні спектаклі (в тому числі і за біблійними історіями), й готуються спеціальні новорічні вечори та вистави.

## Виноски
1. ↑  ст. «Театр ляльок» у російськомовній «Театральній енциклопедії». Архів оригіналу за 7 грудня 2009. Процитовано 11 січня 2010. [Архівовано 2009-12-07 у Wayback Machine.]
2. ↑  див. розділ про сучасну лялькарську справу в статті про театр ляльок у Чеській Вікіпедії